# Muntgebouw (Weert)

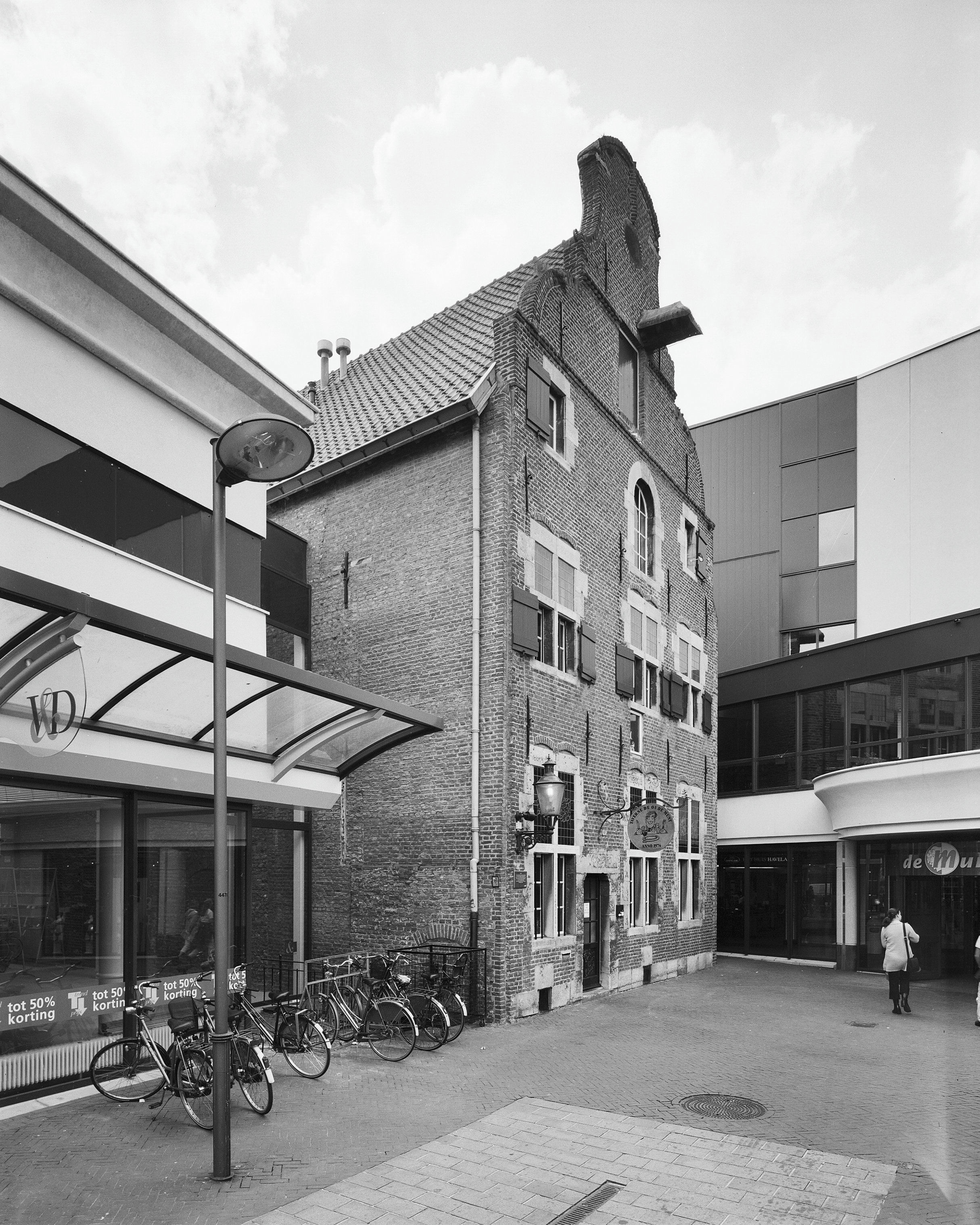
Muntgebouw, situatie na 1974

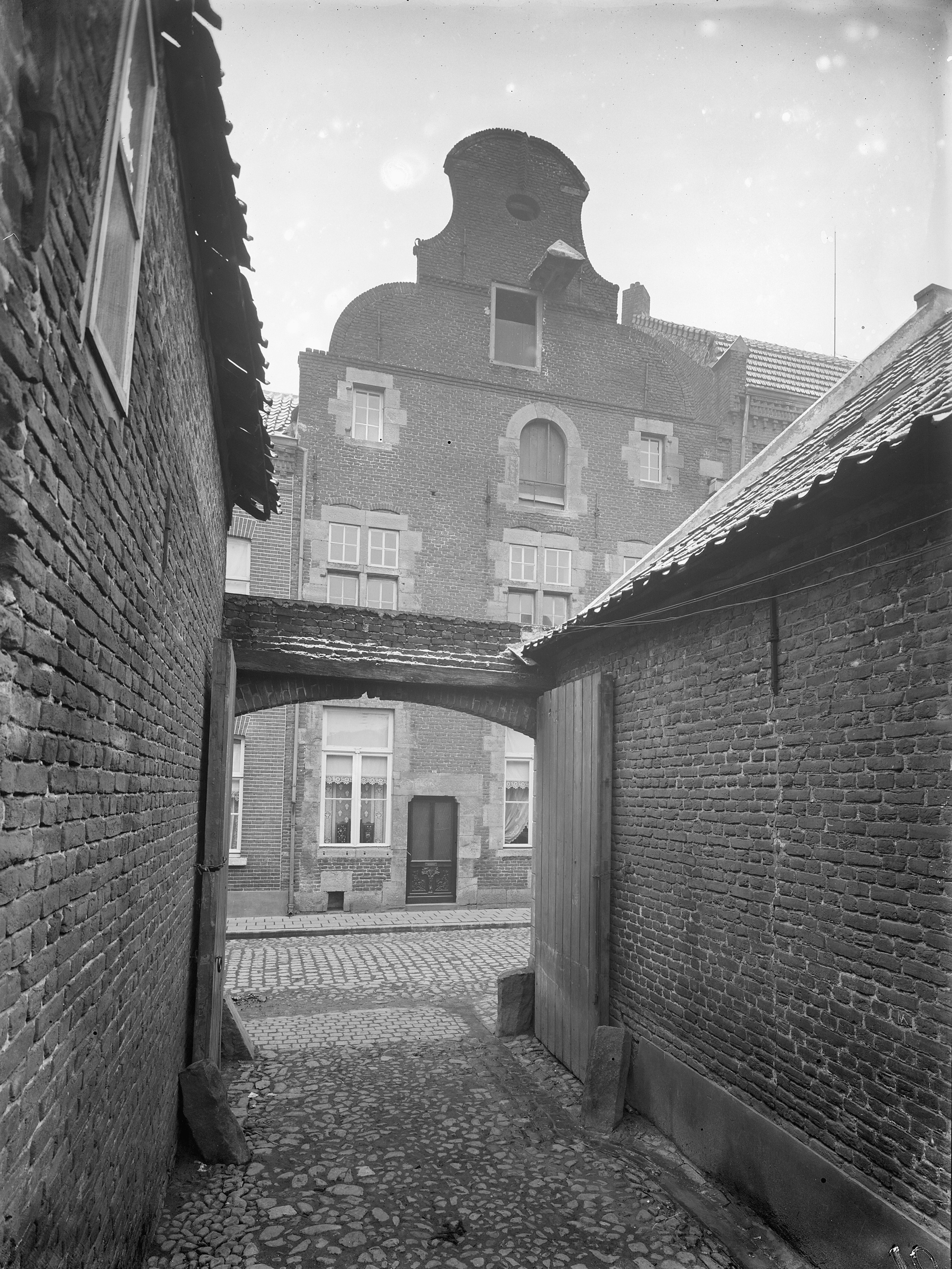
Muntgebouw, situatie in 1923

Het Muntgebouw is een gebouw aan Muntpromenade 7 te Weert.
In Weert werden munten geslagen van 1306-1568. Mogelijk dateert de kern van het gebouw uit de 16e eeuw, maar de voorgevel is jonger dan de periode waarin munten werden geslagen, en dateert van 1580 of misschien zelfs van begin 17e eeuw.
Het gebouw, met een sierlijke gezwenkte voorgevel, werd in 1974 gerestaureerd. De omgeving van het Muntgebouw is totaal veranderd: De wijk waarin het stond is -op het Muntgebouw na- geheel gesloopt en het Muntgebouw werd opgenomen in een modern winkelcentrum, De Muntpassage genaamd. In het Muntgebouw is tegenwoordig horeca ondergebracht.
In 2003 stond het muntgebouw model voor het 84ste Delfts blauwe huisje van de KLM.